# Пекінський міжнародний кінофестиваль
Пекінський міжнародний кінофестиваль (кит.: 北京国际电影节; англ. Beijing International Film Festival) — щорічний кінофестиваль, заснований у 2011 році, що проходить у Пекіні, Китай. Фестиваль підтримується і спонсується урядом муніципалітету Пекіна. З моменту його заснування фестиваль відвідують голлівудські зірки, режисери, продюсери та керівники  студій. Оскільки касові збори фільмів у Китаї щороку зростають, фестиваль прагне створити широкий форум для взаємодії між китайцями і міжнародними кіноіндустріями.

## Фестиваль 2015 року
5-ий Пекінський міжнародний кінофестиваль проходив з 16 до 23 квітня 2015 року. Від України в Головному конкурсі був представлений фільм «Незламна», актриса якого Юлія Пересільд отримала нагороду за найкращу жіночу роль. Найкращим фільмом став «Початок часу» мексиканського режисера Бернардо Ареллано.